# Chancia
Chancia ist eine französische Gemeinde im Département Jura in der Region Bourgogne-Franche-Comté.

## Geographie
Chancia liegt auf 300 m, etwa zehn Kilometer nördlich der Stadt Oyonnax (Luftlinie). Das Dorf erstreckt sich im Jura, im Tal der Bienne unterhalb ihres Durchbruchs durch die Maissiat-Antiklinale, am nördlichen Rand des Stausees Lac de Coiselet.
Die Fläche des 2,41 km² großen Gemeindegebiets umfasst einen Abschnitt des französischen Juras. Begrenzt wird das Gebiet im Westen durch den Ain, im Süden durch den Lac de Coiselet und den Flusslauf der Bienne. Früher mündete die Bienne unterhalb des Dorfes in den Ain, während heute die ganze Talaue durch den Lac de Coiselet überflutet ist. Nach Norden erstreckt sich das Gemeindeareal über den separaten Hügel Molard de Netru (490 m), die Anhöhe von Chancia und den steilen Hang hinauf bis auf die Höhe von Montcusel, auf der mit 680 m die höchste Erhebung von Chancia erreicht wird. Das Dorf wird von markanten Kalksteinfelsen überragt. Das Gemeindegebiet ist Teil des Regionalen Naturparks Haut-Jura (frz.: Parc naturel régional du Haut-Jura).
Nachbargemeinden von Chancia sind Lect im Norden, Montcusel im Osten, Lavancia-Epercy und Dortan im Süden sowie Condes und Vescles im Westen.

## Geschichte
Erstmals erwähnt wird Chancia im 12. Jahrhundert. Im Verlauf der Zeit gehörte das Dorf nacheinander zu den Herrschaften Vouglans, Boutavent und Bouchoux. Zusammen mit der Franche-Comté gelangte Chancia mit dem Frieden von Nimwegen 1678 an Frankreich.

## Bevölkerung
| Jahr                       | 1962 | 1968 | 1975 | 1982 | 1990 | 1999 | 2008 | 2019 |
| Einwohner                  | 100  | 106  | 77   | 100  | 87   | 142  | 234  | 228  |
| Quellen: Cassini und INSEE |      |      |      |      |      |      |      |      |

Mit 217 Einwohnern (Stand 1. Januar 2022) gehört Chancia zu den kleinen Gemeinden des Départements Jura. Während der zweiten Hälfte des 20. Jahrhunderts wies die Einwohnerzahl verschiedene Schwankungen auf, wobei sie stets im Bereich von 100 Personen pendelte. Zu einer Bevölkerungszunahme kam es seit etwa 1990.

## Wirtschaft und Infrastruktur
Chancia war bis weit ins 20. Jahrhundert hinein ein vorwiegend durch die Landwirtschaft sowie durch die Forstwirtschaft geprägtes Dorf. Daneben gibt es heute einige Betriebe des lokalen Kleingewerbes und eine Fabrik, die Gussformen produziert. Mittlerweile hat sich das Dorf dank seiner attraktiven Lage zu einer Wohngemeinde gewandelt. Viele Erwerbstätige sind Wegpendler, die in den größeren Ortschaften der Umgebung ihrer Arbeit nachgehen.
Die Ortschaft liegt abseits der größeren Durchgangsstraßen an einer Departementsstraße, die von Dortan nach Orgelet führt. Weitere Straßenverbindungen bestehen mit Thoirette, Condes und Montcusel. Der nächste Anschluss an die Autobahn A404 (Saint-Martin-du-Frêne – Oyonnax) befindet sich in einer Entfernung von rund zehn Kilometern.

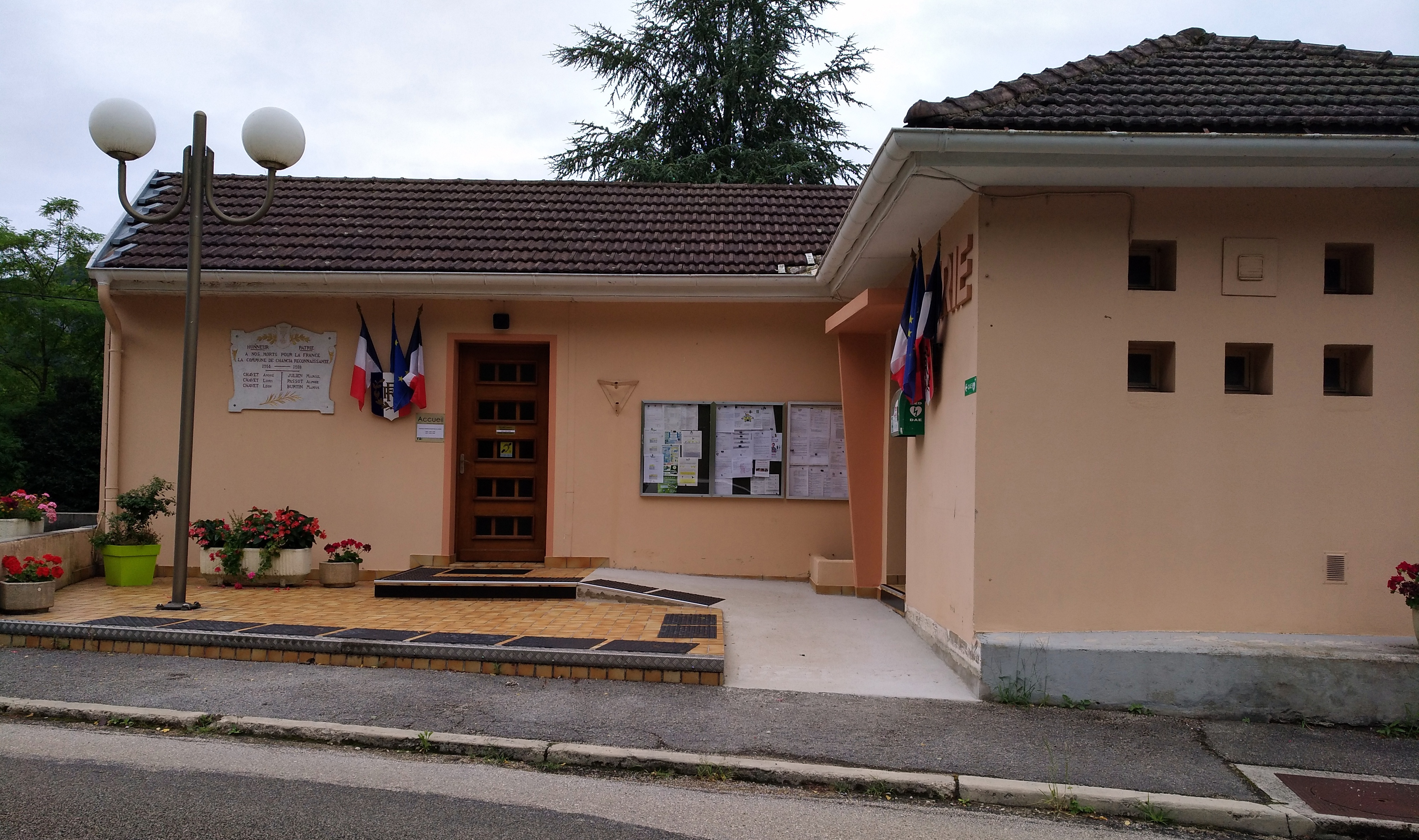
Mairie Chancia
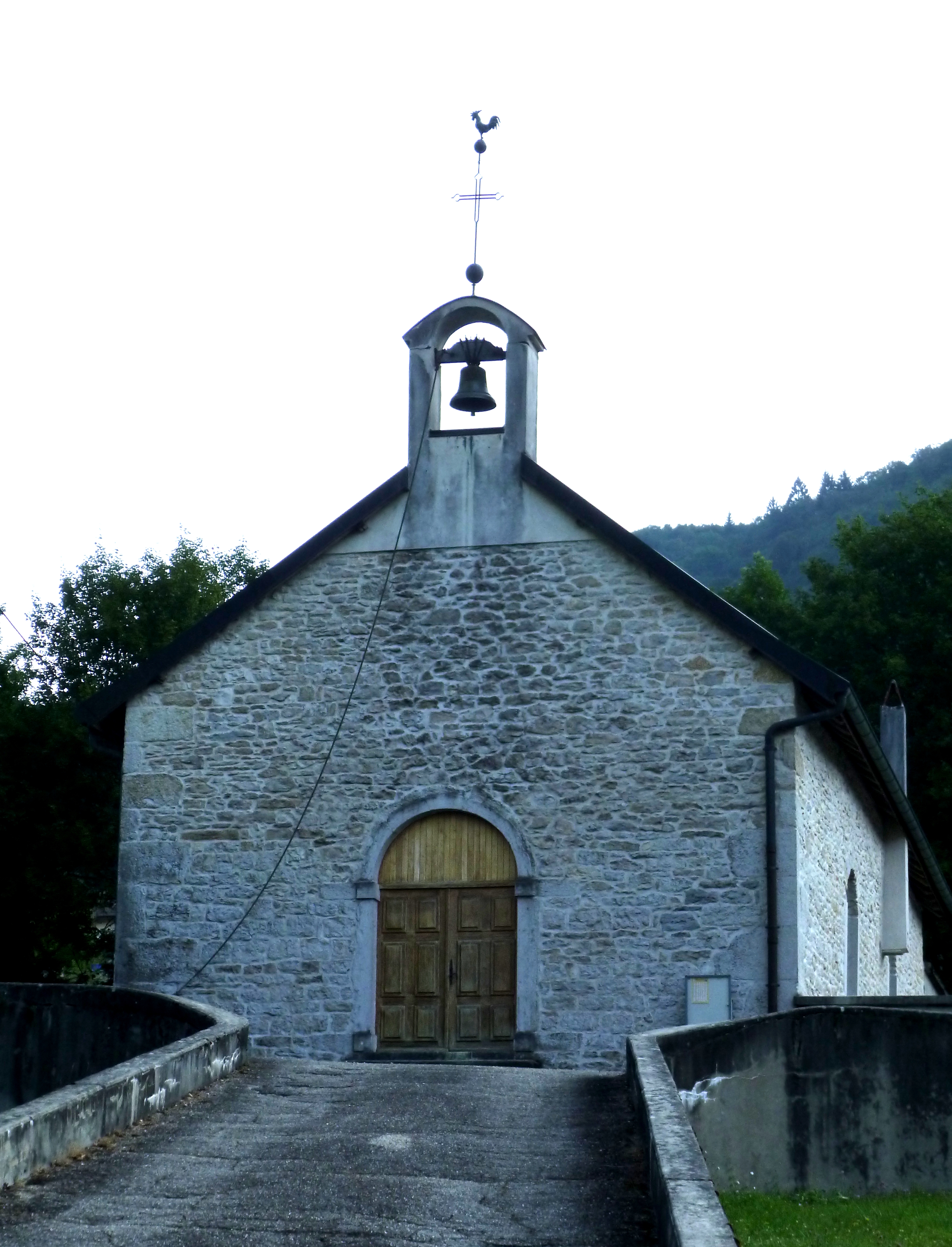
Kapelle in Chancia